# Otiophora angustifolia
Otiophora angustifolia är en måreväxtart som beskrevs av Bernard Verdcourt. Otiophora angustifolia ingår i släktet Otiophora och familjen måreväxter.
Artens utbredningsområde är Zambia. Inga underarter finns listade i Catalogue of Life.